# Xylocopa sulcifrons
Xylocopa sulcifrons är en biart som beskrevs av Pérez 1901. Xylocopa sulcifrons ingår i släktet snickarbin, och familjen långtungebin. Inga underarter finns listade i Catalogue of Life.